# Берландье, Жан-Луи
Жан-Луи Берландье (фр. Jean Louis Berlandier, 1 августа 1803, Женева, Женева — 22 апреля 1851, Матаморос, Тамаулипас) — мексиканский биолог, ботаник, врач, натуралист (естествоиспытатель) и антрополог французского происхождения.

## Биография
Жан-Луи Берландье родился в 1805 году в Женеве, где получил образование ботаника, в то же время проходил ученичество у фармацевта.
По совету своего наставника Декандоля присоединился к мексиканской научной экспедиции как биолог и специалист по растениям. В декабре 1826 года Берландье прибыл в Пануко.
В течение жизни Берландье был в Мексике, США и в Бельгии.
В 1828 году Берландье, бывавший в местах миссии Сан-Антонио-де-Валеро, так описывал свои наблюдения:
За огромной зубчатой стеной с бойницами находились несколько бараков, и руины церкви, которая могла бы быть одним из самых прекрасных памятников этого региона, хотя её архитектура и перегружена декоративными украшениями, как и все остальные церковные здания испанских колоний.
В ноябре 1829 года Берландье поселился в Матаморосе и стал врачом. Он совершал различные поездки по ботанике и зоологии в Техас и другие части Мексики, в том числе в Голиад в 1834 году.
Берландье служил капитаном, картографом и адъютантом в Армии Севера Мексики в начале американо-мексиканской войны весной 1846 года под командованием генерала (впоследствии президента) Мариано Ариста. Капитан Берландье нарисовал первые эскизные карты сражения при Пало-Альто (8 мая 1846 года), которые сейчас хранятся в Библиотеке Конгресса. Обширные знания Берландье о регионе южного Техаса и Тамаулипаса, полученные в ходе полевых исследований по сбору ботанических образцов, были бесценны для генерала Ариста. Он был назначен заведующим военными госпиталями в Матаморосе и служил переводчиком. После того, как Договор Гуадалупе-Идальго положил конец боевым действиям в феврале 1848 года, в 1850 году Берландье было предложено принять участие в Международной комиссии по установлению границы для определения новой границы между Мексикой и США.
В 1850 году была опубликована его работа Diario de viaje de la Comisión de Límites.
Жан-Луи Берландье умер в 1851 году, утонув в реке Сан-Фернандо.

## Научная деятельность
Жан-Луи Берландье специализировался на семенных растениях.

## Публикации
- Berlandier, Jean-Louis. Grossulariaciae, Mémoires of the Society of Natural History of Geneva, 1824; Auguste Pyrame DeCandolle’s Prodromus, 1826.
- Berlandier, Jean-Louis and Chovell, Rafael. Diario de viaje de la Comisión de Límites. 1850.
- Berlandier, Jean-Louis. Journey to Mexico during the Years 1826 to 1834. (in two volumes). Texas State Historical Association, Austin, Texas, 1980.
- Berlandier, Jean-Louis. Itinerario: Campaña de Palo Alto y Resaca de Guerrero. Yale University: Western America Collection MS S-310, 1846.
- Berlandier, Jean-Louis. Journal of Jean Louis Berlandier during 1846—1847, Including the Time When He Was Driven from Matamoros by the Americans. Thomas Phillips Collection, MS 15512 (Berlandier), Library of Congress, Washington, DC. Copy on file at the Arnulfo L. Oliveira Library, University of Texas at Brownsville.